# Dezső Bundzsák
Dezső Bundzsák (* 3. Mai 1928 in Kiskunhalas; † 1. Oktober 2010 in Budapest) war ein ungarischer Fußballspieler und -trainer.

## Werdegang

### Vereinskarriere
Der Stürmer bestritt in seiner Profikarriere von 1950 bis 1964 insgesamt 249 Fußballspiele für Vasas Budapest und erzielte dabei 73 Tore. Mit Vasas gewann er 1957, 1961 und 1962 den ungarischen Meistertitel, zudem 1955 den ungarischen Pokalwettbewerb und 1956, 1957 und 1962 den Mitropapokal. Außerdem nahm er mit der Mannschaft unter anderem am Europapokal der Landesmeister 1957/58 teil, wo die Mannschaft bis ins Halbfinale kam und dort erst mit 4:2 nach Hin- und Rückspiel gegen Real Madrid verlor. Am Ende belegte Bundzsák Platz vier in der Torschützenliste des Turniers.

### Nationalmannschaft
Von 1956 bis 1961 war er Teil der ungarischen Nationalmannschaft. Dabei bestritt er insgesamt 25 Pflichtspiele und erzielte ein Tor. Er nahm mit Ungarn unter anderem an der Weltmeisterschaft 1958 in Schweden teil.

### Trainerkarriere
Nach seinem Karriereende als Spieler war er als Trainer in Griechenland (unter anderem bei Pierikos Katerini, Panionios Athen, Apollon Smyrnis und Panachaiki) sowie bei seinem Heimatverein Vasas Budapest und kleineren Vereinen in Ungarn tätig. Außerdem trainierte er von 1979 bis 1980 die ägyptische Nationalmannschaft. Dezső Bundzsák wurde 1995 erneut ins Amt berufen, um die ungarische Frauennationalmannschaft zu übernehmen, bis er ein Jahr später abtrat und seine Trainerkarriere endgültig beendete.
Dezső Bundzsák starb am 1. Oktober 2010 im Alter von 82 Jahren in Budapest.